# Port de Lekki
Le Port de Lekki, est un port polyvalent en eau profonde au cœur de la zone de libre-échange de Lagos, projeté pour être l'un des ports les plus modernes d'Afrique de l'Ouest, offrant un énorme soutien à l'activité commerciale en plein essor à travers le Nigéria et toute la région ouest-africaine.
C'est le plus grand port maritime du Nigéria et l'un des plus grands d'Afrique de l'Ouest. Le port de Lekki doit être agrandi pour avoir une capacité de traitement d'environ 6 millions d'EVP de conteneurs et un volume important de cargaisons en vrac liquide et sec.
Le port est développé par étapes. Sa première phase, opérationnelle en 2018, comprend principalement trois postes à quai pour conteneurs équipés pour accueillir plus de 1,8 million d'EVP, un poste pour le vrac sec et deux postes pour le fret liquide.
Le port est financé par des investisseurs privés et un consortium de banques qui ont financé le projet avec 1,5 milliard de dollars à ce jour.

## Conception
Le tracé du port, y compris le tracé du chenal d'approche, du cercle de braquage et des bassins du port, a été basé sur les opérations portuaires, les coûts de construction et les extensions futures possibles.
Deux concepts différents de brise-lames ont été appliqués pour le brise-lames principal: un monticule de gravats avec un noyau géo-sac pour les sections proches du rivage et un brise-lames composite pour les sections les plus exposées.
Le brise-lames secondaire a été remplacé par une barrière. La barrière se compose d'un noyau de sable, renforcé intérieurement par une couche de protection géo-sac, un revêtement du côté du port et une plage artificielle du côté de la mer,,,.

## Terminaux
Le port dispose de trois terminaux : le terminal à conteneurs, le terminal à liquides et le terminal à vrac sec.

### Terminal à conteneurs
Le terminal à conteneurs se compose d'un quai de 1 200 mètres de long, de trois postes d'amarrage pour conteneurs et d'un parc de stockage de plus de 15 000 emplacements. Le terminal à conteneurs a un tirant d'eau initial de 14 mètres, avec un potentiel de dragage supplémentaire jusqu'à 16,5 mètres. Le terminal est capable de traiter 2,5 millions de conteneurs standard de vingt pieds par an.

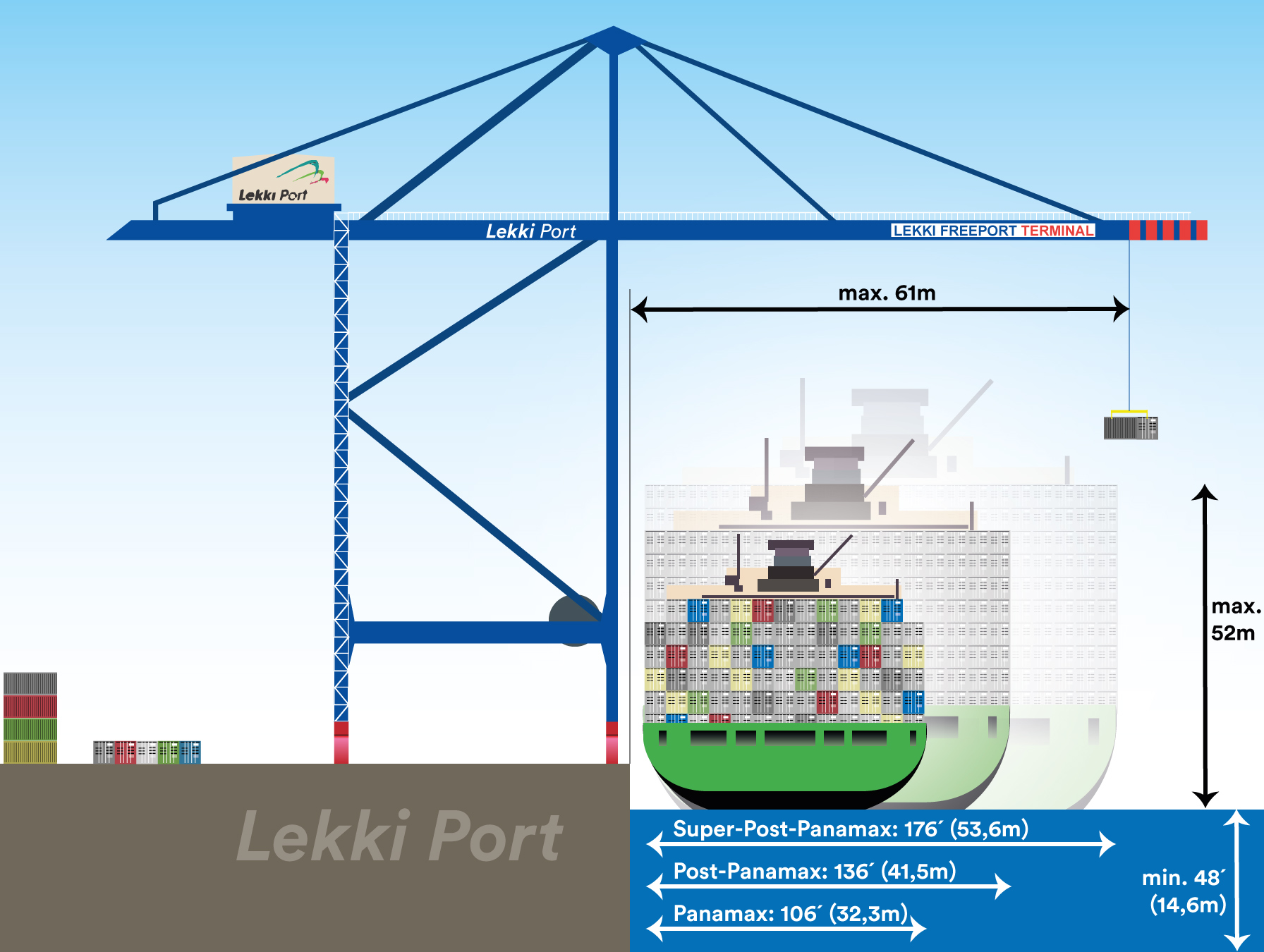
Dimensions autorisées pour les porte-conteneurs, grue ship-to-shore (pas à l'échelle)

Le port en eau profonde de Lekki est le premier port du Nigeria à être équipé de grues ship-to-shore. Il possède trois de ces portiques à conteneurs ; ils appartiennent au groupe "post-Panamax" - cela signifie qu'ils peuvent atteindre et décharger la rangée de conteneurs la plus en arrière même si le porte-conteneurs est plus large que le canal de Panama (c'est-à-dire plus de 49m de large-sur-tout),. Le système informatique du port permet d'identifier les conteneurs et de les traiter depuis un bureau, l'interaction humaine sera minimale dans les opérations physiques. Néanmoins, selon le directeur exécutif, Du Ruogang, le port créera 169.972 emplois. Les revenus supplémentaires pour l'État nigérian en termes d'impôts, de taxes et de redevances sont estimés à 201 milliards de dollars. Une directive du président Buhari (qui quittera toutefois ses fonctions au début de l'année 2023) prévoit que le port en eau profonde sera relié au réseau ferroviaire nigérian par une voie à écartement normal,.

### Terminal de cargaison liquide
Le terminal de cargaison liquide traite les navires jusqu'à 45 000 DWT (dead weight tonnage) et peut s'étendre pour atteindre une capacité de 160 000 DWT. Les liquides (comme l'essence ou le diesel) sont traités dans un parc de réservoirs, qui se trouve également dans la zone franche de Lagos, près du port. La zone d'accostage est équipée de bras de chargement. Elle est également reliée par des pipelines le long du brise-lames pour déplacer la cargaison entre le parc de stockage et les navires.

### Terminal de vrac sec
Le terminal de vrac est situé à l'ouest du terminal à conteneurs et à proximité du cercle d'évitement. La longueur de quai disponible de 300m peut accueillir un navire de classe Panamax (75.000 DWT). Les produits qui peuvent être manipulés vont des produits secs aux produits hygroscopiques (comme les céréales, le sucre brut et les engrais). Les produits en vrac sont acheminés vers les zones de stockage, comme les silos et les entrepôts, par des systèmes de convoyeurs couverts le long d'un couloir d'environ 25 m de long. Le terminal de vrac est capable de traiter environ 4 millions de tonnes de vrac sec par an.

### Début de l'exploitation
Le 1er juillet 2022, le premier navire, le "Zhen Hua 28" de Hongkong, a accosté au port maritime de Lekki. Le navire a apporté trois grues Ship To Shore et dix grues à portique sur pneus.
Selon Mohammed Bello-Koko, directeur exécutif de l'autorité portuaire nigériane (NPA), des tests et des exercices à sec seront effectués au port en eau profonde à partir du 16 septembre 2022. Les recrutements ont déjà été effectués. Les formations nécessaires avec les grues, le système informatique et le système de manutention ont lieu, mai sitent encore un peu de temps,.
D'autres pays d'Afrique de l'Ouest, comme le Tchad, le Mali, le Niger et le Cameroun, ont déjà manifesté leur intérêt pour effectuer leurs importations et exportations via le port en eau profonde de Lekki,.
Le 22 janvier 2023, quelques heures avant l'inauguration officielle par le président Buhari, le premier navire commercial, le porte-conteneurs CMA CGM Mozart, a accosté dans le port.
Le port est inauguré le 23 janvier 2023 par le président nigérien Muhammadu Buhari.